# Kibou no Chikara Otona Pretty Cure 23
Kibou no Chikara Otona Pretty Cure 23  (キボウノチカラ～オトナプリキュア‘23～ Kibō no Chikara: Otona Purikyua 23?) también conocida simplemente como Otona Pretty Cure, y con el subtítulo en inglés oficial de Power of Hope: Pretty Cure Full Bloom es la primera temporada secuela de la franquicia Pretty Cure enfocada en las protagonistas como adultas y con "temas más adultos", siendo emitida a la par que la ultimada de la temporada 20, Hirogaru Sky! Pretty Cure. Otona Pretty Cure es oficialmente una secuela para las primeras 5 temporadas de la franquicia, enfocándose principalmente en las protagonistas de Yes! Pretty Cure 5, su secuela Yes! Pretty Cure 5 GoGo! y en las protagonistas de Pretty Cure Splash Star.

## Historia
La serie se desarrolla años después de los eventos de Yes! PreCure 5 GoGo!, Pretty Cure Splash Star y Pretty Cure Max Heart. Nozomi Yumehara y sus amigas: Rin Natsuki, Urara Kasugano, Komachi Akimoto, Karen Minazuki y Kurumi Mimino, que una vez lucharon como Pretty Cure, ahora son adultas que trabajan para lograr cumplir sus sueños mientras se enfrentan a la dura realidad de la vida adulta, pero una figura misteriosa llamada Bell aparece y hace que unas criaturas llamadas Sombras aparezcan de las sombras de "las personas malas" a quienes busca acabar. Entonces unas misteriosas flores extrañas llamadas "Flores del Tiempo" florecen permiten que Nozomi y las demás se vuelvan más jóvenes y se transformen una vez más en Pretty Cures. Acompañadas por Saki Hyuga y Mai Mishou, que también eran Pretty Cure, las siete luchan contra las Sombras y Bell mientras investigan el origen de sus motivaciones.

## Personajes

### Pretty Cure
Nozomi Yumehara (夢原 のぞみ Yumehara Nozomi?) / Cure Dream (キュアドリーム Kyua Dorīmu?)
Seiyu: Yūko Sanpei
La protagonista principal, quien una vez luchó como Cure Dream. Actualmente trabaja como maestra de escuela primaria.
Rin Natsuki (夏木 りん Natsuki Rin?) / Cure Rouge (キュアルージュ Kyua Rūju?)
Seiyu: Junko Takeuchi
La mejor amiga de Nozomi, quien una vez luchó junto a ella como Cure Rouge. Actualmente trabaja como diseñadora de accesorios mientras practica el fútbol como pasatiempo.
Urara Kasugano (春日野 うらら Kasugano Urara?)  / Cure Lemonade (キュアレモネード Kyua Remonēdo?)
Seiyu: Mariya Ise
Una de las amigas de Nozomi, quien una vez luchó junto a ella como Cure Lemonade. Actualmente trabaja como una actriz en obras de teatro.
Komachi Akimoto (秋元 こまち Akimoto Komachi?)  / Cure Mint (キュアミント Kyua Minto?)
Seiyu: Ai Nagano
Una de las amigas de Nozomi, quien una vez luchó junto a ella como Cure Mint. Actualmente está intentando convertirse en una novelista.
Karen Minazuki (水無月 かれん Minazuki Karen?) / Cure Aqua (キュアアクア Kyua Akua?)
Seiyu: Ai Maeda
Una de las amigas de Nozomi, quien una vez luchó junto a ella como Cure Aqua. Actualmente trabaja como doctora.
Kurumi Mimino (美々野 くるみ Mimino Kurumi?) /  Milk (ミルク Miruku?) / Milky Rose (ミルキィローズ Mirukī Rōzu?)
Seiyu: Eri Sendai
Una hada parecida a un conejo del Reino Palmier, conocida en su forma de hada como Milk, quien adquirió una forma humana y luchó junto a Pretty Cure como Milky Rose. Decidió quedarse en el mundo humano como una humana y actualmente trabaja como secretaria temporal.
Saki Hyuga (日向 咲 Hyūga Saki?) / Cure Bloom (キュアブルーム Kyua Burūmu?)
Seiyu: Orie Kimoto
Una chica que una vez luchó junto a Mai como Cure Bloom y Cure Bright. Actualmente trabaja como panadera en la panadería de su familia, Panpaka Pan. Está comprometida con un hombre llamado Takkun, a quien conoció en la escuela culinaria, pero tiene interés de ir a Francia para aumentar sus conocimientos culinarios en la repostería, pero teme dejar atrás a su prometido.
Mai Mishou (美翔 舞 Mishō Mai?) / Cure Egret (キュアイーグレット Kyua īguretto?)
Seiyu: Atsuko Enomoto
Una chica que una vez luchó junto a Saki como Cure Egret y Cure Windy. Le encanta dibujar desde que estaba en la escuela secundaria. Se comprometió con un hombre, pero por motivos desconocidos el rompió su compromiso y actualmente Mai busca realizar una carrera como diseñadora mientras trabaja en una agencia llamada JPK Agency.

### Aliados de las Pretty Cure
Coco (ココ Koko?) / Kouji Kokoda (小々田 コージ Kokoda Kōji?)
Seiyu: Takeshi Kusao
Un zorro hada y príncipe del Reino Palmier. Su relación con Nozomi quedó en malos términos después de años, pero al final se reconcilian y se casan.
Natts (ナッツ Nattsu?) / Sr. Natsu (夏さん Natsu-san?)
Seiyu: Miyu Irino
Un ardilla hada del Reino Palmier.
Syrup (シロップ Shiroppu?) / Shiroh Amai (甘井 シロー Amai Shirō?)
Seiyu: Romi Park
Un ave hada del Reino Donut.
Bunbee (ブンビー Bunbī?)
Seiyu: Wataru Takagi
Un hombre que inicialmente era un villano que se opuso al equipo de "Yes! 5", trabajando para Nightmare y luego para Eternal. Puede transformarse en una forma parecida a un abejorro humanoide. Después de los eventos de la serie, abrió una agencia de mantenimiento.
Michiru Kiryuu (霧生 満 Kiryū Michiru?) & Kaoru Kiryuu (霧生 薫 Kiryū Kaoru?)
Seiyus: Yuriko Fuchizaki y Akemi Okamura
Dos hermanas y antiguas enemigas de Saki y Mai, que fueron creadas originalmente por Dark Fall para derrotar a las dos Pretty Cures, pero que eventualmente se convirtieron en sus amigas y Pretty Cure aliadas, Cure Bright y Cure Windy respectivamente. Desde entonces se han convertido en VTubers bajo los apodos de Night (ナイト Naito?) y Light (ライト Raito?), usando su canal Dark Night Light para informar sobre las ubicaciones de las Sombras para las Pretty Cure, y de paso crear conciencia sobre las cosas que les brindan alegría y valen la pena del mundo humano.
Nagisa Misumi (美墨 なぎさ Misumi Nagisa?) / Cure Black (キュアブラック Kyua Burakku?), Honoka Yukishiro (雪城 ほのか Yukishiro Honoka?) / Cure White (キュアホワイト Kyua Howaito?) & Hikari Kujou (九条 ひかり Kujō Hikari?) / Shiny Luminous (シャイニールミナス Shainī Ruminasu?)
Seiyus: Yōko Honna (Nagisa), Yukana (Honoka), & Rie Tanaka (Hikari)
El trío de protagonistas originales de las primeras dos temporadas, quienes se unen a las demás Pretty Cures en la batalla final contra Bell y sus Sombras. De acuerdo a las mismas, las tres actualmente se encuentran viajando por el mundo y de ahí su ausencia hasta el final de la serie, apareciendo solo en sus formas de Pretty Cure, ocultando su apariencia de adultas al espectador.

### Villanos
Bell (ベル Beru?)
Seiyu: Yōko Hikasa
La misteriosa villana principal de la serie, quien cree que el tiempo no se puede detener y las acciones del ser humano conllevarán a la destrucción del planeta. Tiene el poder de amplificar las emociones negativas de las personas y convocar monstruos llamados Sombras, con los cuales busca deshacerse de "las personas malas". Más tarde se revela que ella es el ángel guardián de la torre del reloj de la ciudad, y que viajó al pasado para evitar un futuro en el que la ciudad fuera destruida como resultado de las acciones de la humanidad. Al final de la serie, aunque es convencida por las Pretty Cure de confiar en que las personas cambiarán, parece seguir con su misión de acabar con personas a las que considere malvadas y un daño para el futuro del planeta.
Sombra (シャドウ Shadō?)
Seiyu: Hiroshi Shimozaki
Los monstruos invocados por Bell de las sombras en el corazón de las personas "malvadas".

### Otros Personajes

#### Personajes de Yes 5
Madoka Akimoto (秋元 まどか Akimoto Madoka?)
Seiyu: Ai Nagano
La hermana mayor de Komachi, quien busca motivarla para cumplir su sueño.
Sakamoto "Jii-ya" (坂本 〈じいや〉 Sakamoto "Jiiya"?)
Seiyu: Tomoaki Ikeda
El mayordomo de confianza de la familia Minazuki. Trabaja para ellos desde hace mucho tiempo y se encarga de la villa donde vive Karen.
Kazuyo Natsuki (夏木 和代 Natsuki Kazuyo?)
Seiyu: Mayumi Asano
La madre de Rin, quien tiene una florería llamada "Fleuriste Natsuki".

#### Personajes de Splash Star
Kenta Hoshino (星野 健太 Hoshino Kenta?)
Seiyu: Junko Takeuchi
Amigo de la infancia de Saki. En la escuela secundaria, formó un dúo cómico con su compañero de clase Miyasako, ya que le encanta hacer bromas. Sus padres trabajan como pescadores. Abrió una cafetería junto con Yuko, con quien se casó y tuvo un hijo.
Yuko Hoshino (星野 優子 Hoshino Yūko?)
Seiyu: Masako Jō
Amiga de Saki y compañera de equipo de softbol en la escuela secundaria, cuyo nombre original era Yuko Ota (太田優子 Ota Yuko?) antes de contraer matrimonio. Se casó y tuvo un hijo con Kenta, de quien estaba enamorada.

#### Personajes de Max Heart
Sanae Yukishiro (雪城 さなえ Yukishiro Sanae?)
Seiyu: Masako Nozawa
La abuela de Honaka, a quien Komachi entrevista acerca de la historia de la Ciudad.

#### Nuevos Personajes
Rumi Katagiri (片桐 るみ Katagiri Rumi?)
Seiyu: Hana Tamegai
Una estudiante de la Academia Plaisir, donde Nozomi enseña. Aspira a convertirse en bailarina, pero debido al divorcio de sus padres y al negocio en dificultades de su padre, se muda al campo, donde vive su abuela.
Tomoji Katagiri (片桐 知二 Katagiri Tomoji?)
Seiyu: Takahashi Kenji
El padre de Rumi, un hombre estricto quien se ha vuelto cruel y depresivo a raíz de su divorcio. Es atacado por Bell y sus sombras pero es salvado por Nozomi y las demás.
Komiya (小宮 Komiya?) & Kanai (金井  Kanai?)
Seiyu: Shibata Mei (Komiya) & Mikami Yurie (Kanai)
Dos de las estudiantes de Nozomi, quienes están interesadas en el cambio climático y en las clases que Nozomi da sobre el mismo.
Mariko Takigawa (滝川 毱子 Takigawa Mariko?)
Seiyu: Makiko Nabei
Una directora de escena de renombre mundial, que actualmente dirige la obra de Urara, "Angel".
Nana Shinozaki (篠崎 ナナ Shinozaki Nana?)
Seiyu: Akane Fujita
Una chica de secundaria y paciente de Karen. Ella es una excelente atleta, pero fue hospitalizada después de torcerse el pie durante una carrera, lo que la puso sensible y de mal humor, incluso negándose a someterse a rehabilitación después de la cirugía. A pesar de un desacuerdo inicial con Karen, las dos forman un vínculo de amistad.
Yamaguchi (山口 Yamaguchi?)
Seiyu: Kikumi Umeda
Una mujer, amiga de Komachi y colega de Sanae, la abuela de Honoka.
Yumi (ゆみ Yumi?)
Seiyu: Misaki Ikeda
Una de las estudiantes de la academia donde enseña Nozomi.
Sasaki Kaho (佐々木香穂 Kaho Sasaki?)
Seiyu: Kodaira Yuki
Compañera de trabajo de Mai, una diseñadora que se encuentra frustrada debido a la poca creatividad que se les exige a ella y Mai en su trabajo.
Sekine (関根 Sekine?)
Seiyu: Nagai Mariko
Una de las compañeras de trabajo de Mai en JPK Agency, quien se va de vacaciones por licencia de maternidad, al estar a punto de dar a luz.
Bebé Hoshino (星野家の赤ちゃん Hoshino-ka no akachan?)
Seiyu: Miyuki Satō
El hijo bebé de Kenta y Yuko.